# Савезне Државе Микронезије на Светском првенству у атлетици на отвореном 2023.
Микронезија је учествовала на 19. Светском првенству у атлетици на отвореном 2023. одржаном у Будимпешти од 19. до 27. августа петнаести пут. Репрезентацију Микронезије представљао је један атлетичар који се такмичио у трци на 100 метара. , .
На овом првенству представник Микронезије није освојио ниједну медаљу, нити је остварио неки резултат.

## Учесници
Мушкарци: 
- Скот Џејмс Фити — 100 м

## Резултати

### Мушкарци
| Атлетичар       | Дисциплина | Лични рекорд | Предтакмичење | Предтакмичење | Квалификације        | Квалификације        | Полуфинале           | Полуфинале           | Финале               | Финале       | Детаљи |
| Атлетичар       | Дисциплина | Лични рекорд | Резултат      | Место         | Резултат             | Место                | Резултат             | Место                | Резултат             | Место        | Детаљи |
| --------------- | ---------- | ------------ | ------------- | ------------- | -------------------- | -------------------- | -------------------- | -------------------- | -------------------- | ------------ | ------ |
| Скот Џејмс Фити | 100 м      | 11,10        | 11,69         | 6. у гр. 4    | Није се квалификовао | Није се квалификовао | Није се квалификовао | Није се квалификовао | Није се квалификовао | 24 / 71 (75) |        |